# Acanthinozodium
Genre
Acanthinozodium est un genre d'araignées aranéomorphes de la famille des Zodariidae.

## Distribution
Les espèces de ce genre se rencontrent dans le Nord de l'Afrique, au Moyen-Orient et en Asie centrale.

## Liste des espèces
Selon World Spider Catalog (version 26, 23/02/2025) :
- Acanthinozodium ansieae Jocqué & van Harten, 2015
- Acanthinozodium armita Zamani & Marusik, 2021
- Acanthinozodium atrisa Zamani & Marusik, 2021
- Acanthinozodium cirrisulcatum Denis, 1952
- Acanthinozodium crateriferum Jocqué & Henrard, 2015
- Acanthinozodium diara Zamani & Marusik, 2021
- Acanthinozodium dorsa Zamani & Marusik, 2021
- Acanthinozodium elburzicum Zamani & Marusik, 2021
- Acanthinozodium kiana Zamani & Marusik, 2021
- Acanthinozodium masa Zamani & Marusik, 2021
- Acanthinozodium niusha Zamani & Marusik, 2021
- Acanthinozodium odem (Levy, 2007)
- Acanthinozodium ovtchinnikovi Zamani & Marusik, 2021
- Acanthinozodium parmida Zamani & Marusik, 2021
- Acanthinozodium parysatis Zamani & Marusik, 2021
- Acanthinozodium quercicola Jocqué & Henrard, 2015
- Acanthinozodium sahariense Denis, 1959
- Acanthinozodium sahelense Jocqué & Henrard, 2015
- Acanthinozodium sericeum Denis, 1956
- Acanthinozodium sorani Zamani & Marusik, 2021
- Acanthinozodium spinulosum Denis, 1966
- Acanthinozodium subclavatum Denis, 1952
- Acanthinozodium tibesti Jocqué, 1991
- Acanthinozodium zavattarii (Caporiacco, 1941)

## Systématique et taxinomie
Ce genre a été décrit par Denis en 1966 dans les Zodariidae.

## Publication originale
- Denis, 1966 : « Les araignées du Fezzân. » Bulletin de la Société d'histoire naturelle d'Afrique du Nord, vol. 55, p. 103-144.